# Mary Nighy
Pour les articles homonymes, voir Nighy.
Mary Nighy, née le 17 juillet 1984 à Londres est une actrice britannique.

## Biographie
Elle est la fille de l'acteur britannique Bill Nighy. Elle est élève de la City of London School for Girls.
Elle est principalement connue pour son rôle de la princesse de Lamballe dans le film de Sofia Coppola Marie-Antoinette. Depuis, elle se consacre uniquement au métier de réalisatrice.

## Filmographie

### Télévision

#### Téléfilm
- 2003 : The Lost Prince

#### Séries télévisées
- 2004 : Spooks
- 2004 : Rosemary & Thyme
- 2007 : Miss Marple (épisode : À l'hôtel Bertram): Brigit

### Filmographie

#### Réalisatrice
- 2022 : Alice, Darling

#### Actrice
- 2009 : Tormented : Helena
- 2007 : Gallathea (staged reading) : Phillida
- 2006 : Marie-Antoinette : Princesse de Lamballe
- 2005 : The Fine Art of Love : Hidalla
- 2001 : Invitation to the Waltz
- 1998 : The Young Ambassadors